# لوكاس دي روسي
لوكاس دي روسي (بالفرنسية: Lucas De Rossi) هو دراج فرنسي، ولد في 16 أغسطس 1995 في مارسيليا في فرنسا.

## وصلات خارجية
- لوكاس دي روسي على موقع الاتحاد الدولي للدراجات (الإنجليزية)
- لوكاس دي روسي على موقع أرشيف الدراجات (الإنجليزية)
- لوكاس دي روسي على موقع إحصائيات الدراجات الإحترافية (الإنجليزية)
- لوكاس دي روسي على موقع نسبة الدراجات (الإنجليزية)